# Свети Димитрије (Катерини)
Свети Димитрије (грч. Άγιος Δημήτριος, Ајос Димитриос) је насељено место у општини Катерини у периферији Средишња Македонија, Грчка. Према попису из 2021. године било је 520 становника.
На попису из 1920. године Свети Димитрије је имао 892 житеља Грка.